# Setodes orthocladus
Setodes orthocladus är en nattsländeart som beskrevs av Yang och Morse 2000. Setodes orthocladus ingår i släktet Setodes och familjen långhornssländor. Inga underarter finns listade i Catalogue of Life.